# Хорхе Пардон
Хорхе Ернесто Пардон Гарсія (ісп. Jorge Hernesto Pardón García, 4 березня 1905, Арекіпа, Перу — 19 грудня 1977, Ліма, Перу) — перуанський футболіст, що грав на позиції воротаря, зокрема, за клуби «Депортіво Індепенденсія» та «Спортінг Табако», а також національну збірну Перу.

## Клубна кар'єра
Дебютував 1920 року виступами за команду «Депортіво Індепенденсія», в якій провів п'ять сезонів.
Своєю грою за цю команду привернув увагу представників тренерського штабу клубу «Насьональ», до складу якого приєднався 1926 року.
1927 року уклав контракт з клубом «Італьяно Ліма», у складі якого провів наступний рік своєї кар'єри гравця.
З 1928 року протягом сезону захищав кольори команди клубу «Атлетіко Калако».
1929 року перейшов до клубу «Спортінг Табако», за який відіграв 5 сезонів. Завершив професійну кар'єру футболіста у 1934 році.

## Виступи за збірну
1927 року дебютував в офіційних матчах у складі національної збірної Перу. Протягом кар'єри у національній команді, яка тривала 4 роки, провів у її формі 7 матчів.
У складі збірної був учасником:
чемпіонату Південної Америки 1927 в Перу, де зіграв в усіх трьох поєдинках, і добув разом з командою «бронзу»;
чемпіонату Південної Америки 1929 в Аргентині, де зіграв в усіх трьох поєдинках;
чемпіонату світу 1930 року в Уругваї, де зіграв у матчі з Уругваєм (0:1)

### Матчі в складі збірної
Чемпіонат Південної Америки 1927. Ліма, Перу
1 листопада 1927. Перу — Уругвай 0:4

13 листопада 1927. Перу — Болівія 3:2

27 листопада 1927. Перу — Аргентина 1:5

Чемпіонат Південної Америки 1929. Буенос-Айрес, Аргентина
3 листопада 1929. Перу — Аргентина 0:3

11 листопада 1929. Буенос-Айрес, Аргентина. Перу — Уругвай 1:4

16 листопада 1929. Буенос-Айрес, Аргентина. Перу — Парагвай 0:5

Чемпіонат світу 1930. Монтевідео, Уругвай
18 липня 1930. Монтевідео, Уругвай. Перу — Уругвай 0:1

Помер 19 грудня 1977 року на 73-му році життя у місті Ліма.

## Титули і досягнення
- Бронзовий призер Чемпіонату Південної Америки: 1927